# Toad the Wet Sprocket
Toad the Wet Sprocket is een Amerikaanse alternatieve rockband, die in 1986 in Santa Barbara (Californië) werd gevormd. Ze bestond uit zanger/gitarist Glen Phillips, gitarist Todd Nichols, bassist Dean Dinning en slagwerker Randy Guss. De bandnaam was afkomstig uit een sketch van Monty Python. De band speelde melodische, akoestische pop-rock.
In 1989 brachten ze een eerste album uit, Bread & Circus, op hun eigen platenlabel Abe's Records. De singles "One Little Girl" (1989) en "Come Back Down" (1990) bereikten de Modern Rock Tracks-hitlijst van Billboard Magazine. Ze tekenden een platencontract bij Columbia Records. De band brak in 1992 commercieel door met het album Fear, dat een platina plaat werd in de Verenigde Staten, net als het album Dulcinea uit 1994. De singles "All I Want" (1992), "Walk On The Ocean" (1993) en "Fall Down" (1994) waren top-40 hits in de Billboard Hot 100 singleslijst.
Het album Coil uit 1997 was meer mainstream rock en de single "Come Down" eruit was een hit in de Verenigde Staten, maar het album verkocht niet goed. In 1998 ging de band uiteen, hoewel de oorspronkelijke leden nadien af en toe nog samen optraden. In december 2010 kondigden ze officieel een reünie aan, en in april 2011 verscheen het album All You Want met nieuwe opnamen van elf van hun vroegere songs. In 2013 verscheen een album met nieuw materiaal, New Constellation, op hun eigen label Abe's Records.
In 2021 volgde het album Starting Now; Michael McDonald verleende zijn medewerking aan het nummer The Best of Me.
In 2023 verscheen het album All you want (bonus edition) en in 2024 de single Something's always wrong (acoustic).

## Discografie (Albums enep's)
- Bread and Circus (1989)
- Pale (1990)
- Fear (1991)
- Seven Songs Seldom Seen (1992, VHS video)
- Five Live (1992, ep)
- Dulcinea (1994)
- Something’s Always Wrong (1994)
- Acoustic Dance Party (1994, ep)
- In Light Syrup (1995)
- Coil (1997)
- P.S. (A Toad Retrospective) (1999)
- Welcome Home: Live at the Arlington Theatre, Santa Barbara 1992 (2004)
- All You Want (Greatest Hits) (2011)
- New Constellation (2013)
- Starting Now (2021)
- All you want (bonus edition) (2023)
- Something's always wrong (acoustic) (2024)